# Anderson de Jesus Santos
Anderson de Jesus Santos, meglio noto come Anderson (Lagarto, 2 marzo 1995), è un calciatore brasiliano, difensore dell'Avaí.

## Carriera
Ha giocato nella seconda divisione brasiliana e nella prima divisione dei campionati brasiliano, portoghese e boliviano.

## Palmarès

### Club

#### Competizioni statali
- Campionato Sergipano: 2

Confiança: 2015, 2017

#### Competizioni nazionali
- Campionato boliviano: 1

Bolívar: 2024